# بازار (فیلم ۱۹۸۳)
بازار (به هندی: Mandi) فیلمی محصول سال ۱۹۸۳ و به کارگردانی شیام بنگال است. در این فیلم بازیگرانی همچون اسمیتا پاتیل، نصیرالدین شاه، کولبوشان کارباندا، شبانه اعظمی، آمریش پوری، اوم پوری، سعید جعفری، آنو کاپور، ساتیش کایشیک، پانکاج کاپور، راتنا پاتک ایفای نقش کرده‌اند.